# Whitchurch (Devon)
Pour les articles homonymes, voir Whitchurch.
Whitchurch est un village du comté de Devon, en Angleterre. Comme beaucoup d'autres villages anglais du même nom, celui-ci provient de la blancheur des pierres de l'église.